# Streifenzunge
Die Streifenzunge (Microchirus variegatus, engl.: Thickback sole, franz.: Sole panachée), auch Variable Seezunge genannt, ist ein kleiner, benthisch lebender Fisch aus der Familie der Seezungen (Soleidae) und der Ordnung der Plattfische (Pleuronectiformes).

## Allgemeines
M. variegatus wurde 1808 von dem britisch-irischen Zoologen und Illustrator Edward Donovan, als Pleuronectes variegatus, erstbeschrieben. Einige Autoren ergänzen im Namen den Namen der Untergattung: Microchirus (Microchirus) variegatus, diese Variante ist nach den Nomenklaturregeln alternativ erlaubt. Es gibt eine Reihe von Synonymen, deren Benutzung heutzutage nicht mehr wissenschaftlich anerkannt ist: Monochirus lingula (Costa, 1847–48), Monochirus variegatus (Donovan, 1808), Pleuronectes fasciatus (Nardo, 1824), Pleuronectes mangili (Risso, 1810), Pleuronectes microchirus (Delaroche, 1809) und Solea variegata (Donovan, 1808).

## Merkmale
Wie bei allen Arten der Ordnung der Plattfische ist der Körper von M. variegatus im adulten Stadium stark lateral abgeplattet und beide Augen befinden sich auf derselben Körperseite. Der Körper ist dadurch asymmetrisch und weist eine Blindseite (Körperseite ohne Augen) und eine Oberseite (Körperseite mit Augen) auf. Wie bei fast allen Seezungen sind die Augen bei M. variegatus auf der rechten Körperseite zu finden. Die Brustflosse (Pectoralis) ist, im Gegensatz zur Oberseite, auf der Blindseite nur noch rudimentär vorhanden und wird von zwei oder drei Flossenstrahlen gestützt.
Die Streifenzunge, welche eine der kleineren Arten aus der Familie der Seezungen darstellt, wird üblicherweise 12 bis 15 cm groß und erreicht in den höheren Altersklassen, zwischen 10 und 13 Jahren, eine Größe von bis zu 20 cm. Wie bei allen Arten der Gattung Microchirus sind sowohl die Rückenflosse (Dorsalis) als auch die Afterflosse (Analis) nicht mit dem Schwanzansatz verbunden. Dies stellt ein wichtiges Unterscheidungsmerkmal zur morphologisch sehr ähnlichen Zwergzunge (Buglossidium luteum) dar, deren Schwanzflosse (Caudalis) durch eine dünne Membran mit der Rücken- und Afterflosse verbunden ist.
Die Grundfarbe der Fische variiert zwischen graubraun bis rötlich. Charakteristisch für diese Art sind braune, unregelmäßige Balken auf der Oberseite der Fische, welche sich besonders auf der Rücken- und Afterflosse als dunkle Flecken ausbreiten. Sie dienen als Unterscheidungsmerkmal zu anderen Arten der Gattung Microchirus.
Während der Fortpflanzungsperiode weisen die Weibchen große, orangefarbene bis rote Ovarien auf, welche durch die helle Blindseite der Fische gut zu erkennen sind. Dadurch lassen sich die beiden, ansonsten sehr ähnlich aussehenden Geschlechter äußerlich einfacher voneinander unterscheiden.

## Geographisches Vorkommen und Lebensraum
Das Verbreitungsgebiet von M. variegatus erstreckt sich im östlichen Atlantik vom Norden der Britischen Inseln in Richtung Süden, im Golf von Biskaya, bis hin zur Iberischen Halbinsel. M. variegatus ist ebenfalls im kompletten Mittelmeerraum, einschließlich der Adria, heimisch. Außerdem ist die Streifenzunge entlang der Inselgruppe Madeiras anzutreffen.
Die Art kommt bevorzugt auf weichen Böden aus feinem Sand und schlammigen Sedimenten vor. M. variegatus ist hauptsächlich auf dem äußeren Kontinentalsockel zwischen 50 und 150 m Tiefe und zu einem geringeren Ausmaß über den Kontinentalhang bis zu einer Tiefe von 400 m anzutreffen.

## Ernährung
M. variegatus ernährt sich carnivor (Fleischfresser) und weist eine große Vielfalt in ihrer Nahrungsaufnahme auf. Als Nahrungsbestandteile dienen unter anderem sessile und frei bewegliche Polychaeten (Vielborster), Amphipoda (Flohkrebse), kleine Mollusken, Decapoda (Zehnfußkrebse), Echinodermata und Foraminiferen.
Die Hauptnahrungsbestandteile wechseln, aufgrund des unterschiedlichen Mengenvorkommens der jeweiligen Futtergruppen, in verschiedenen Regionen. So stellen Polychaeten den Hauptnahrungsbestandteil von M. variegatus in irischen Gewässern dar, während sich Streifenzungen in französischen Gewässern hauptsächlich von Krebstieren (Crustacea) ernähren.

## Fortpflanzung
Bei M. variegatus handelt es sich um getrenntgeschlechtliche Tiere mit äußerer Befruchtung. Die Laichperiode erstreckt sich vorwiegend über die Frühjahrsmonate, wobei es regional zu Unterschieden kommen kann. So reicht die Laichperiode im französischen Teil des Atlantiks von März bis Mitte Juli, während die Laichperiode in irischen Gewässern erst im Mai beginnt, jedoch bis in den August und somit weiter in den Sommer reicht.
Weibchen erreichen die Geschlechtsreife mit circa drei Jahren. Zu diesem Zeitpunkt haben sie bereits eine Körperlänge von ungefähr 9 cm erreicht. Männchen dagegen erreichen die Geschlechtsreife erst mit circa vier Jahren, was sich durch das allgemein etwas langsamere Wachstum der Männchen erklären lässt. Sie erreichen bei Eintritt der Geschlechtsreife eine ungefähre Körperlänge von 8,2 cm.
Die Laichabgabe findet „offshore“ am äußeren Kontinentalsockel und am Kontinentalhang in großen Tiefen statt. Die Laichtiefe steht im Zusammenhang mit der Maximaltiefe des jeweiligen Gewässers. So findet die Laichabgabe an der französischen Biskaya zwischen 100 und 200 m Tiefe statt, während sie im Ärmelkanal im flacheren Gewässer vollzogen wird.
Die Abgabe reifer Eier erfolgt in mehreren, aufeinanderfolgenden „Wellen“, deren genaue Periodizität bei vielen Vertretern der Familie der Soleidae, einschließlich M. variegatus, bis heute nicht bekannt ist. Gelaichte Eier sind glatt, kugelförmig und kleben nicht. Sie haben eine Größe von 1,12 bis 1,42 mm.

## Entwicklung
Die Entwicklung der befruchteten Eier findet schwimmend im pelagischen Bereich des Meeres statt. Sobald die Larven geschlüpft sind, treiben sie als Zooplankton (tierisches Plankton) im Wasser. Juvenile von M. variegatus lassen sich „offshore“ in „open-sea nurseries“ nieder. „Open-sea nurseries“ sind Gebiete der offenen See, die den Juvenilen reichlich Nahrung bieten und ihnen somit als eine Art „Kinderstube“ dienen, in der sie heranwachsen und das Adultstadium erreichen können.
Bis zu ihrem siebten oder achten Lebensjahr kann bei M. variegatus ein schnelles Wachstum beobachtet werden. Nach dem achten Lebensjahr verlangsamt sich das Wachstum der Fische, bis ab dem zehnten oder elften Lebensjahr kaum mehr Wachstum nachzuweisen ist. Die ältesten Individuen, die bisher gefangen wurden, waren zwischen 16 (Männchen) und 17 (Weibchen) Jahre alt. Aus Untersuchungen der Otolithen (Gehörsteinchen) leitet man ein erhöhtes Wachstum zwischen den Monaten Mai und August ab. Dieser Zeitraum stellt ungefähr die Laichperiode der untersuchten Tiere in irischen Gewässern dar.

## Larvale Entwicklung
Der Lebenszyklus von M. variegatus findet im Gegensatz zu anderen Arten der Familie der Soleidae komplett an „Offshore“-Standorten statt, wodurch die Individuen im Normalfall während keinem der ontogenetischen Entwicklungsstadien Küstengebiete erreichen. Bisher kann nur angenommen werden, warum die geschlüpften Larven von M. variegatus an „Offshore“-Standorten verbleiben.
Eine dieser Annahmen hängt mit der fehlenden Schwimmblase der Larven von M. variegatus zusammen. Obwohl die meisten Plattfische im adulten Stadium keine Schwimmblase mehr besitzen, ist sie bei vielen Arten larval angelegt, wird jedoch im Laufe der Ontogenese wieder zurückgebildet. Die Larven von M. variegatus stellen die einzigen Vertreter in der Familie der Soleidae dar, die dieses Merkmal nicht besitzen. Die Funktionen der Schwimmblase während der Verhaltensentwicklung von Larven sind bisher nur schlecht verstanden. Allerdings wird angenommen, dass die Schwimmblase zusätzlich zu ihrer hydrostatischen Funktion ebenfalls dazu dient, hydrostatische Druckschwankungen wahrzunehmen, die mit den Gezeiten in Verbindung stehen. Bei der Seezunge (Solea solea) wurde bereits ein Anstieg der Empfindlichkeit gegenüber Druckschwankungen der Gezeitenamplitude festgestellt. Über Modelle konnte zusätzlich ein selektiver Gezeitentransport von Larven zur Küste nachgewiesen werden. Die fehlende Schwimmblase der Larven von M. variegatus könnte daher ein Grund dafür sein, dass sich die Larven der Streifenzunge im Gegensatz zu anderen Seezungenarten (z. B. Solea solea) nicht durch die Gezeiten an die Küste transportieren lassen können und sich somit an „Offshore“-Standorten niederlassen.
Ein weiterer Grund könnte die Verstärkung der sensorischen Wahrnehmung von M. variegatus sein, die mit der Metamorphose der Larven einhergeht. Durch diese Veränderung sind die Larven in der Lage, ihre Beute bei niedrigen Beleuchtungsniveaus zu erkennen und gleichzeitig Veränderungen von Umweltfaktoren besser wahrnehmen zu können. Larven, die sich auf dem Schelf niedergelassen haben, sind dadurch in der Lage sich von kleiner, epibenthischer Beute ernähren zu können. Dies hat vermutlich dazu beigetragen, dass die Larven das Schwimmen reduziert haben und an Offshore-Standorten verbleiben.
Gegenstand einer weiteren Annahme sind Veränderungen der Otolithen (Gehörsteinchen), die auf die Umstellung zur seitlichen Schwimmorientierung bei frisch „niedergelassenen“ Plattfischen hinweisen. Im Gegensatz zu anderen Seezungenarten (z. B. Solea solea) werden diese Veränderungen bei M. variegatus nicht gegen Ende, sondern schon zu Beginn der Metamorphose eingeleitet. Dies bestätigt die Annahme, dass sich die Larven von M. variegatus schon früh zum benthischen Leben wenden und erhöht die Wahrscheinlichkeit einer Ansiedlung an „Offshore“-Standorten.

## Parasiten
M. variegatus dient als Wirtsorganismus für eine Reihe von Parasiten. Neben Lomasoma stephanskii, einem parasitischen Darmwurm, ist auch Apocreadium galaicus, ein Saugwurm (Trematode) aus der Klasse der Plattwürmer (Plathelminthes), bei der Streifenzunge als häufiger Parasit zu finden. Er tritt hauptsächlich im Darm von M. variegatus, aber auch gelegentlich im Magen der Tiere auf. Die Hauptinfektionszeit mit A. galaicus liegt zwischen November und Januar, während die Infektion zwischen Mai und Juni nur sehr gering bis überhaupt nicht nachweisbar ist. Da bisher nur wenig über den Lebenszyklus von A. galaicus bekannt ist, wird angenommen, dass die niedrige Infektionsrate zwischen Mai und Juni mit dem fehlenden Zwischenwirt des Parasiten in der Nahrung von M. variegatus in dieser Zeitspanne zusammenhängt. Wenn die Adulti von A. galaicus in M. variegatus, also in deren Endwirt, sterben, ist die Infektionsrate gleich null. Ab Juli steigt die Infektionsrate der Seezungen wieder an, was vermutlich durch die Aufnahme von Larven zustande kommt, die eine Reinfektion verursachen.

## Bedeutung
Wie viele andere Plattfische ist auch die Streifenzunge essbar und stellt somit einen in der Fischerei kommerziell wichtigen Fisch dar.
Die Rote Liste gefährdeter Arten des IUCN stuft die Streifenzunge als „nicht gefährdet“ (least concern) ein. Der Populationstrend ist allerdings unbekannt.